# 泰國電視台列表
以下列表列出在泰國播出的電視頻道。

## 無線电视台
| 頻道名稱     | 無線地面波、有線電視 频道号 | 网络播出                                  | 備註                                               |
| ------------ | --------------------------- | ----------------------------------------- | -------------------------------------------------- |
| 3 HD         | 33                          |                                           | 新聞、娛樂節目為主的頻道                           |
| 5 HD         | 5                           | （页面存档备份，存于）                    |                                                    |
| 7 HD         | 35                          |                                           | 曼谷廣播電視的主頻道，以新聞、娛樂節目、電視劇為主 |
| MCOT HD      | 30                          |                                           | 新聞、娛樂節目為主的頻道                           |
| NBT          | 2                           | Live NBT                                  | 由日本協助成立，泰國政府公共關係部（PRD）擁有      |
| Thai PBS     | 3                           | Thai PBS Online HD （页面存档备份，存于） | 泰國公共電視                                       |
| ALTV4        | 4                           |                                           | 泰國公共電視旗下副频，以纪录片和教育节目为主       |
| T Sports     | 7                           |                                           |                                                    |
| TPTV         | 10                          |                                           | 轉播泰国国会議事                                   |
| TNN24        | 16                          | True ID                                   | 新聞頻道                                           |
| JKN 18       | 18                          | NEW 18 （页面存档备份，存于）             | 新聞、資訊頻道                                     |
| Nation TV    | 22                          | Nation TV （页面存档备份，存于）          |                                                    |
| Workpoint TV | 23                          |                                           | 新聞、娛樂節目為主的頻道。                         |
| true4U       | 24                          |                                           | 新聞、娛樂節目為主的頻道。                         |
| GMM 25       | 25                          | GMM25                                     | 新聞、娛樂節目為主的頻道。                         |
| 8頻道        | 27                          | ADintrend HD （页面存档备份，存于）       | 新聞、娛樂節目為主的頻道。                         |
| Mono 29      | 29                          |                                           | 新聞、娛樂節目為主的頻道。                         |
| One 31       | 31                          |                                           | 新聞、娛樂節目為主的頻道。                         |
| Thairath TV  | 32                          | Thairath TV （页面存档备份，存于）        | 新聞、娛樂節目為主的頻道。                         |
| Amarin TV    | 34                          | AMARIN TV HD （页面存档备份，存于）       | 新聞、娛樂節目為主的頻道。                         |
| PPTV HD      | 36                          |                                           | 新聞、娛樂節目為主的頻道。                         |

2014年4月，泰國無線數位電視開播，包含4個公共頻道，3個兒童頻道，7個新聞頻道（現為2個兒童頻道）。
2018年6月起，泰國各電視台陸續關閉類比訊號。
關閉類比訊號的時程：
- 2018年6月16日：5頻道（部分地區）、Thai PBS
- 2018年6月17日：7頻道
- 2018年6月21日：5頻道（09:29起關閉）
- 2018年7月16日：NBT
- 2020年3月26日：泰國第3電視台

2019年5月，泰国国家广播电视通信委员会已同意BRIGHT TV、MCOT FAMILY、VOICE TV、SPRING NEWS、SPRING26、28SD、13FAMILY 等7家免费电视台归还数字牌照的申请，上述频道已经停播。

## 有线电视
- TrueVisions（兼提供衛星电视及通信和宽带流媒体服務）